# Amerikaans voetbalkampioenschap 1985
In 1985 werd het tweede en laatste seizoen van de United Soccer League gespeeld. South Florida Sun wordt voor het eerste maal kampioen.
Ook in 1985 werd het eerste seizoen van de Western Soccer Alliance gespeeld. Na zeven wedstrijden werd San Jose Earthquakes kampioen.

## Eindstand United Soccer League
| Plaats | Club                     | Wed. | W | G | V | DV | DT | %    |
| ------ | ------------------------ | ---- | - | - | - | -- | -- | ---- |
| 1.     | South Florida Sun        | 6    | 4 | 0 | 2 | 9  | 8  | .667 |
| 2.     | Dallas Americans         | 6    | 3 | 0 | 3 | 12 | 9  | .500 |
| 3.     | Tulsa Tornados           | 6    | 3 | 0 | 3 | 7  | 7  | .500 |
| 4.     | El Paso/Juarez Gamecocks | 6    | 2 | 0 | 4 | 10 | 15 | .333 |

Notities
- Het seizoen zou eigenlijk uit 12 wedstrijden bestaan, maar voordat het seizoen aan de tweede helft begon is de competitie ontbonden. South Florida Sun werd als winnaar aangewezen.

## Eindstand Western Soccer Alliance
| Plaats | Club                 | Wed. | W | G | V | DV | DT | PTN |
| ------ | -------------------- | ---- | - | - | - | -- | -- | --- |
| 1.     | San Jose Earthquakes | 7    | 4 | 2 | 1 | 10 | 9  | 13  |
| 2.     | Victoria Riptides    | 7    | 3 | 3 | 1 | 16 | 11 | 10  |
| 3.     | Seattle Storm        | 7    | 3 | 3 | 1 | 13 | 13 | 10  |
| 4.     | FC Portland          | 7    | 1 | 4 | 2 | 8  | 16 | 5   |